# Lipotriches nitidibasis
Lipotriches nitidibasis là một loài Hymenoptera trong họ Halictidae. Loài này được Cockerell mô tả khoa học năm 1920.